# Claudia McNeil
Claudia McNeil (Baltimora, 13 agosto 1917 – Englewood, 25 novembre 1993) è stata un'attrice statunitense.
Conosciuta soprattutto per la sua interpretazione nel film Un grappolo di sole (1961) di Daniel Petrie, per cui ottenne la candidatura al Golden Globe per la migliore attrice in un film drammatico nel 1962. Tra gli altri suoi film, si ricordano Addio dottor Abelman! (1959) di Daniel Mann e Roll of Thunder, Hear My Cry (1978) di Jack Smight.

## Filmografia parziale

### Cinema
- Addio dottor Abelman! (The Last Angry Man), regia di Daniel Mann (1959)
- Un grappolo di sole (A Raisin in the Sun), regia di Daniel Petrie (1961)
- Uomini e cobra (There Was a Crooked Man...), regia di Joseph L. Mankiewicz (1970)

### Televisione
- The DuPont Show of the Month – serie TV, episodio 1x10 (1958)
- Roll of Thunder, Hear My Cry, regia di Jack Smight – film TV (1978)